# Blangy-sur-Bresle
 Blangy-sur-Bresle  es una población y comuna francesa, en la región de Alta Normandía, departamento de Sena Marítimo, en el distrito de Dieppe. Es el chef-lieu y mayor población del cantón de Blangy-sur-Bresle.

## Demografía
| 2925 | 3336 | 3404 | 3456 | 3447 | 3405 |
| Para los censos de 1962 a 1999 la población legal corresponde a la población sin duplicidades (Fuente: INSEE [Consultar]) |      |      |      |      |      |